# Helena Krajčiová

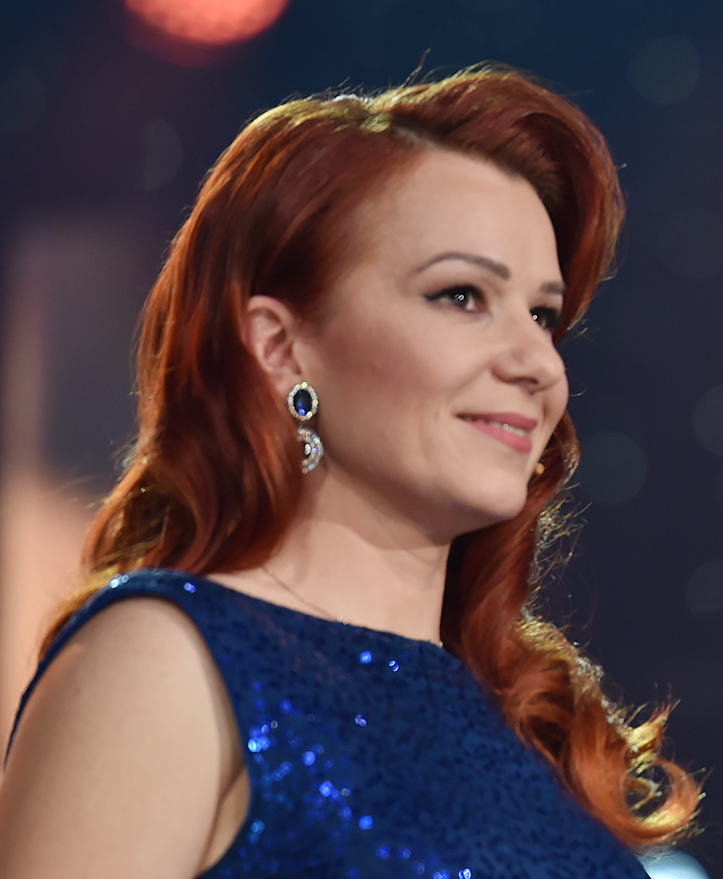
Helena Krajčiová im Jahr 2017

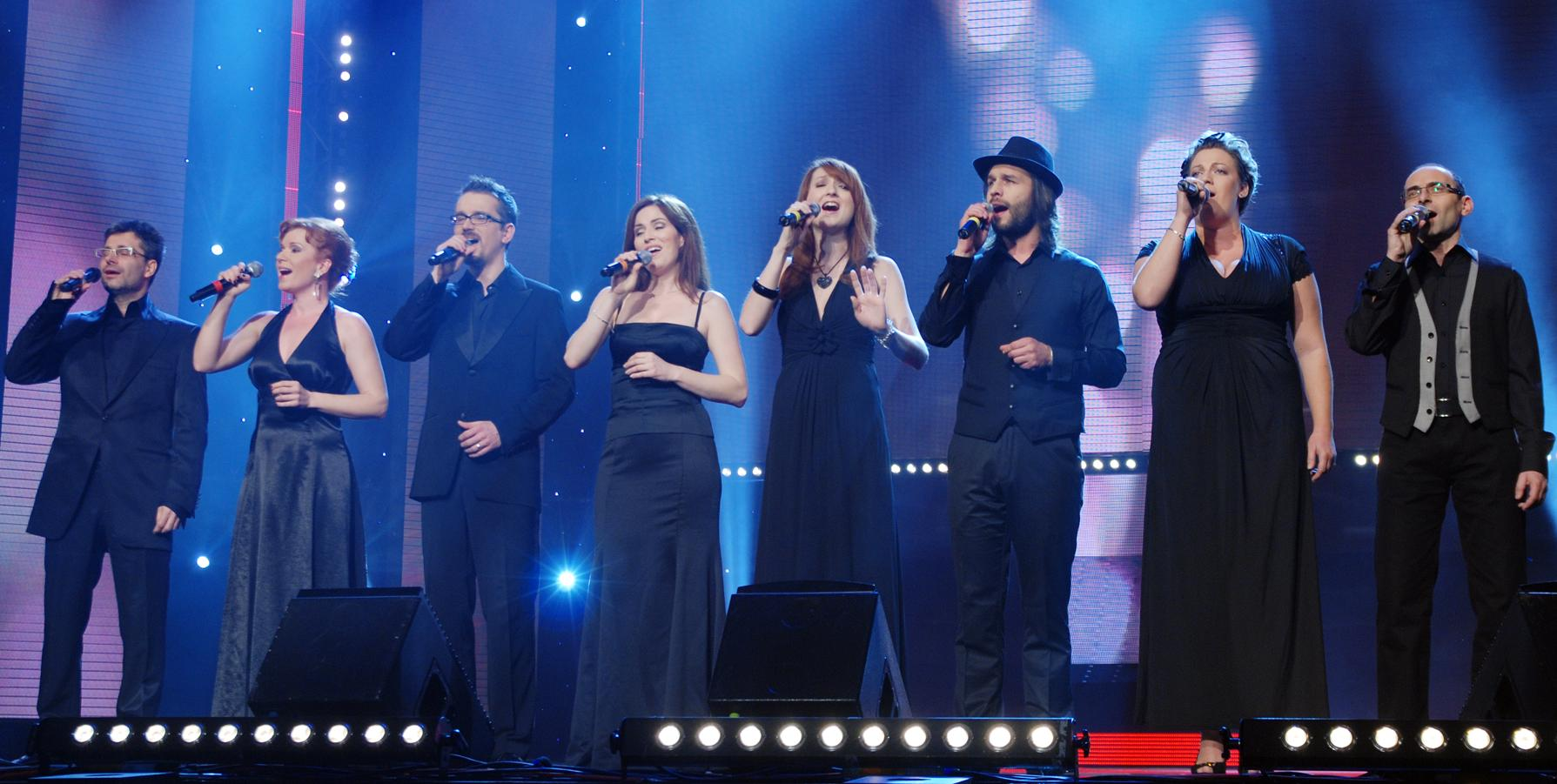
Helena Krajčiová (2. v. l.) mit der Band Fragile im Jahr 2010

Helena Krajčiová (* 19. April 1975 in Skalica) ist eine slowakische Schauspielerin und Sängerin.

## Leben
Helena Krajčiová wurde 1975 in Skalica geboren. Sie besuchte zunächst das Konservatorium Bratislava und erlangte nach dem anschließenden Studium an der Hochschule für Musische Künste Bratislava (VŠMU) ihren Abschluss. Schon während ihres Studiums spielte sie in Theaterstücken mit und wurde später Ensemblemitglied beim Slowakischen Nationaltheater. Sie übernahm dort bedeutende Hauptrollen, machte sich aber trotz des Bühnenerfolgs später selbständig. Sie spielte am Slowakischen Nationaltheater, an der Nová scéna (Neue Szene) und im Štúdio L+S, sie hatte darüber hinaus auch Gastspiele am HaDivadlo in Brünn. Im Musical Hello, Dolly! an der Nová scéna übernahm sie die Hauptrolle.
Seit Mitte der 1990er Jahre erlangte sie zunehmend Bekanntheit in Film und Fernsehproduktionen. So spielte sie in den erfolgreichen Telenovelas Panelák, in der sie in über 500 Folgen auftrat, und Nový zivot. Für ihre Darstellung im Film Pokoj v dusi wurde sie 2010 mit dem slowakischen Filmpreis Slnko v sieti („Sonne im Netz“) als Beste Nebendarstellerin ausgezeichnet.
Sie ist auch als Sängerin aktiv, so tritt sie mit der Band Fragile auf. In der siebenköpfigen Gruppe, bestehend aus Musikern und Schauspielern, wird a cappella gesungen.

## Filmografie
- 2009: Pokoj v dusi
- 2008–2011: Panelák
- 2020–2021: Nový zivot

## Auszeichnungen
- 2010: Slnko v sieti – Beste Nebendarstellerin (in dem Film Pokoj v dusi)